# Consiglio minore
Il consiglio minore era nell'organizzazione dei Comuni un'assemblea molto ristretta di cittadini (nell'ordine di una decina di partecipanti), scelti in genere tra le famiglie più ricche e influenti della città. Il consiglio minore, che poteva assumere nomi e funzioni diverse da città a città, affiancava i consoli e il consiglio maggiore. A differenza di quest'ultimo però aveva maggiori poteri. Da uno di questi due consigli venivano scelti i consoli che governavano la città per un periodo di tempo che variava da comune a comune.

## Alcuni esempi
A Venezia il consiglio minore si chiamava Minor Consiglio.
A Treviso era invece nominato Consiglio dei Quaranta.
A Lecco il consiglio minore, detto Piccolo Consiglio, era composto da 24 membri (di durata semestrale), mentre il consiglio maggiore, detto Consiglio Generale, era composto da 100 membri (tutti seggi ereditari).